# Марочкине
52°5′39″ пн. ш. 31°19′52″ сх. д. / 52.09417° пн. ш. 31.33111° сх. д.
Маро́чкине — колишнє село в Україні, підпорядковувалося Ільмівській сільській раді Городнянського району Чернігівської області.
Засноване 1924 року. 2001 року в селі проживало 2 людей. Виключене з облікових даних рішенням Чернігівської обласної ради від 29 березня 2013 року як таке, де ніхто не проживає.

## Географічне розташування
Марочкине знаходилося біля кордону з Білоруссю. За 1,5 км розташоване село Ближнє, за кордоном на білоруській стороні — Залісся.

## Населення

### Мова
Розподіл населення за рідною мовою за даними перепису 2001 року:
| Мова       | Кількість | Відсоток |
| ---------- | --------- | -------- |
| українська | 2         | 100%     |